# Aufenthaltsstatus (Schweiz)
Der Aufenthaltsstatus (französisch statut de séjour, italienisch statuto di soggiorno, rätoromanisch status da dimora) stellt die Berechtigung einer ausländischen Person dar, sich in der Schweiz aufzuhalten. Er kann sehr unterschiedlich ausgestaltet sein und wird in der Regel durch den gesetzlich geregelten Erwerb eines Aufenthaltstitels (französisch titre de séjour, italienisch permesso di soggiorno, rätoromanisch permissiun da dimora) begründet. Der Aufenthaltsstatus ist dafür ausschlaggebend, wie lange ein ausländischer Besucher oder Zuwanderer legal im Land bleiben kann und welchen Beschränkungen oder Auflagen er gegebenenfalls unterliegt. Bei Verstössen gegen die Gesetze des Gastlandes können ausländische Staatsbürger unter Umständen ausgeschafft werden und verlieren damit ihren Aufenthaltsstatus. Ausländer, die sich ohne entsprechenden Status unerlaubt in der Schweiz aufhalten, machen sich strafbar und können gegebenenfalls ausgeschafft werden. Bei längerfristigem unerlaubten Aufenthalt wird von illegaler Zuwanderung gesprochen.

## Aufenthaltsbewilligungen für EWR-Bürger

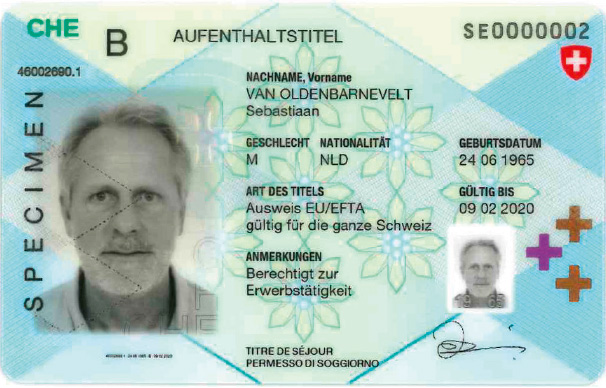
Neuer Ausländerausweis (hier Kategorie B) im Kartenformat

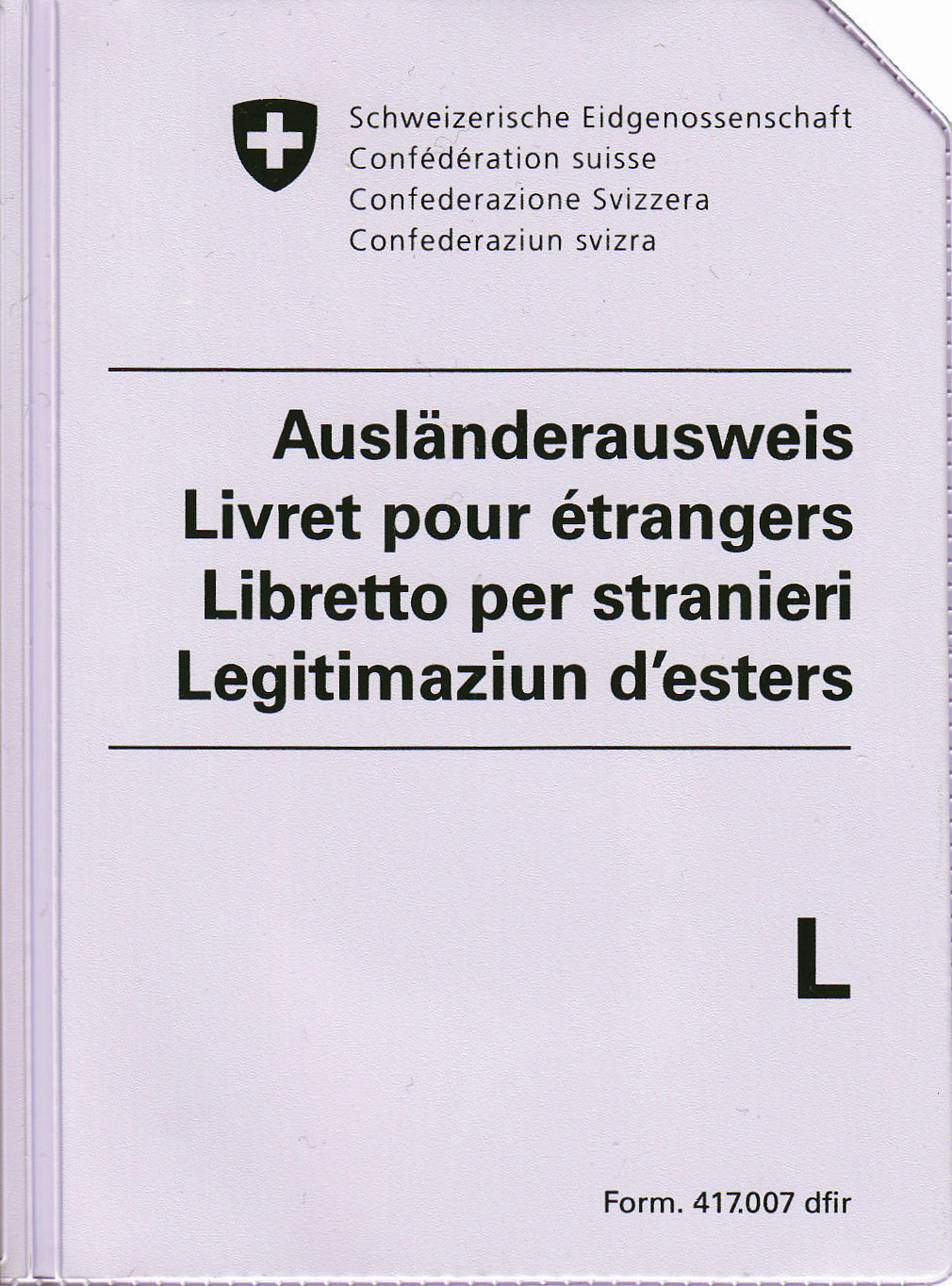
Alter Papierausweis L für Kurzaufenthaltsbewilligung

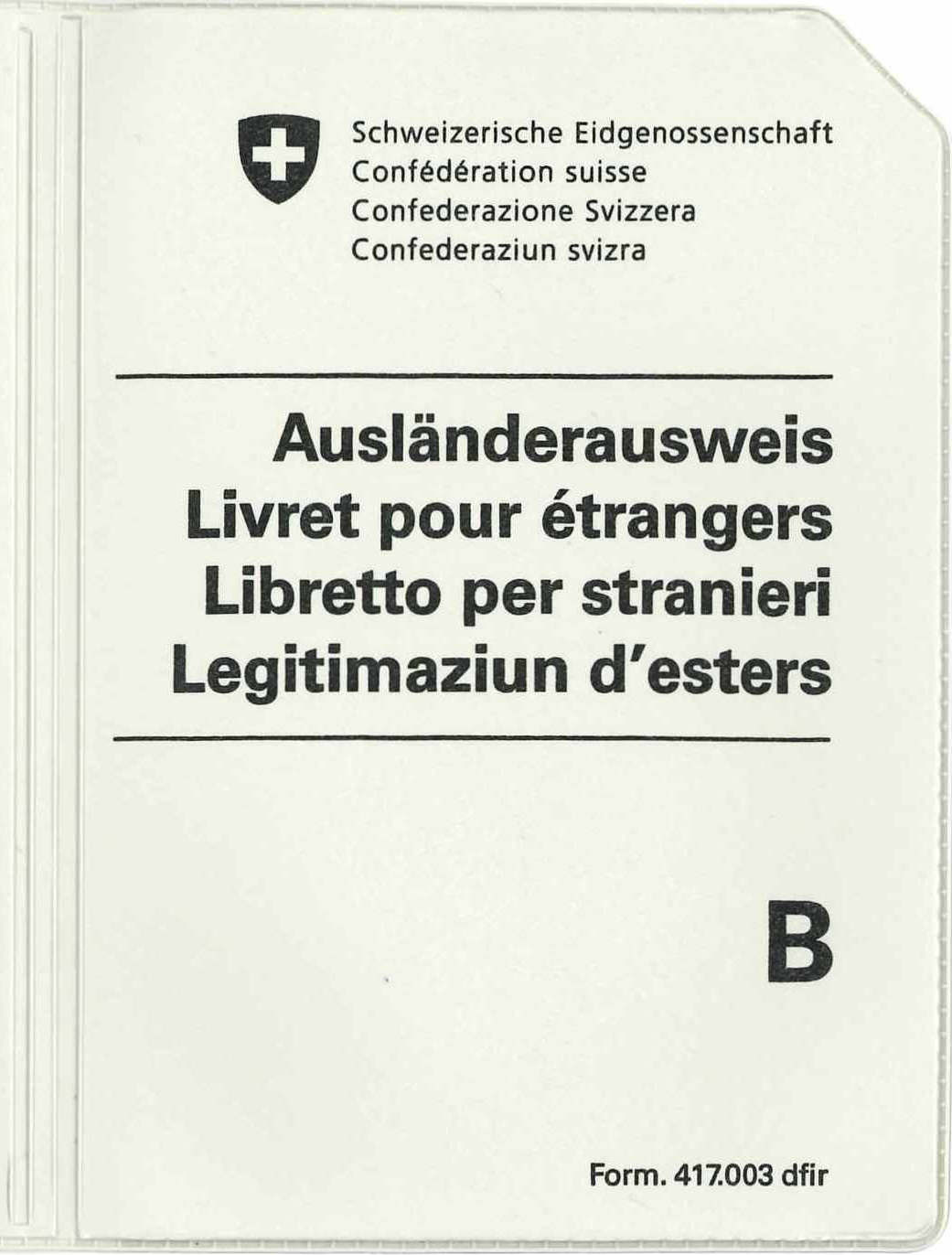
Alter Papierausweis B für Aufenthaltsbewilligung

Der Aufenthaltsstatus wird mit dem Bundesgesetz über die Ausländerinnen und Ausländer (kurz Ausländergesetz; AuG) geregelt. Aufenthaltsbewilligungen für Angehörige der Mitgliedstaaten der Europäischen Union und EFTA sind:
- Kurzaufenthaltsbewilligung (Ausweis L EU/EFTA)
- Aufenthaltsbewilligung (Ausweis B EU/EFTA)
- Niederlassungsbewilligung (Ausweis C EU/EFTA)
- Aufenthaltsbewilligung mit Erwerbstätigkeit (Ausweis Ci EU/EFTA)
- Grenzgängerbewilligung (Ausweis G EU/EFTA)

Die Niederlassungsbewilligung für EU/EFTA-Angehörige haben sich bisher nicht nach dem Freizügigkeitsabkommen mit der EU gerichtet, da dieses keine Bestimmungen über die Niederlassungsbewilligung in der Schweiz enthält. Mit einigen Staaten der EU, darunter Deutschland und Österreich, hat die Schweiz Niederlassungenvereinbarungen getroffen, die vorsehen, dass Staatsbürger dieser Staaten nach einem ordnungsgemässen und ununterbrochenen Aufenthalt von fünf Jahren eine Niederlassungsbewilligung erhalten, wenn sie die Voraussetzungen erfüllen.
Im Juni 2025 hat sich die Schweiz bereit erklärt, die Richtlinie 2004/38/EG (Freizügigkeitsrichtlinie) zu übernehmen. Darin ist ein dauerhafte Aufenthaltsrecht nach fünf Jahren Aufenthalt vorgesehen; ausnahmsweise gilt dies für die Schweiz nur dann, wenn der EU-Bürger während dieser fünf Jahre in der Schweiz als erwerbstätig galt.

## Aufenthaltsbewilligungen für andere Ausländer
Alle anderen Ausländer erhalten Aufenthaltsbewilligungen wie folgt:
- Aufenthaltsbewilligung (Ausweis B)
- Niederlassungsbewilligung (Ausweis C)
- Aufenthaltsbewilligung mit Erwerbstätigkeit (Ausweis Ci)
- Grenzgängerbewilligung (Ausweis G)
- Kurzaufenthaltsbewilligung (Ausweis L)
- Vorläufig aufgenommene Ausländer (Ausweis F)
- Asylsuchende (Ausweis N)
- Schutzbedürftige (Ausweis S)

Jeder Ausländer mit Aufenthalt ab 91 Tagen erhält einen Ausländerausweis im Scheckkartenformat.

## Sans-Papiers
Menschen, die ohne gültige Aufenthaltsbewilligung in der Schweiz leben, werden Sans-Papiers genannt. Deren Zahl ist naturgemäss unbekannt. Schätzungen variieren zwischen 90'000 und 250'000 Personen. Viele Sans-Papiers gehen einer Beschäftigung für «niedrig Qualifizierte» nach. Sans-Papiers arbeiten in Branchen, deren Personalbedarf durch Schweizer oder EU-Staatsangehörige nicht vollständig abgedeckt wird. Sie putzen in privaten Haushalten, betreuen Kinder und Betagte, arbeiten auf Baustellen oder in der Landwirtschaft.
In der schweizerischen Migrationspolitik herrscht die Meinung vor, dass Personen, die sich unrechtmässig in der Schweiz aufhalten, nicht mit der Legalisierung ihres Aufenthaltes «belohnt» werden dürfen, wenn sie sich nur lange genug unrechtmässig im Land aufgehalten haben. Deshalb besteht für Sans-Papiers in der Schweiz kaum die Möglichkeit einer Legalisierung ihres Aufenthaltes, selbst wenn sie in der Schweiz geboren und aufgewachsen sind. Es gibt viele verschiedene Möglichkeiten, wie Menschen zu Sans-Papiers werden, die häufigsten Gründe sind:
- Die meisten Sans-Papiers kommen aus sogenannten Drittstaaten (kein EWR-Land) in die Schweiz und haben keine Möglichkeit, sich regulär im Land aufzuhalten. Die Zulassungspraxis für «niedrig Qualifizierte» aus Drittstaaten ist sehr streng. Trotzdem wandern viele Menschen, mehrheitlich Frauen, aus aussereuropäischen Ländern ein.
- Eine Aufenthaltsbewilligung ist gewöhnlich an einen Grund gebunden z. B. ein Studium, eine Arbeitsstelle oder an den Verbleib beim Ehepartner. Fällt der Aufenthaltsgrund weg, zum Beispiel bei Beendigung des Studiums oder bei einer Trennung nach weniger als drei Jahren Ehe, wird die Bewilligung entzogen oder läuft die Bewilligung ab und wird nicht mehr erneuert.
- Eine weitere Gruppe sind Personen aus dem Asylbereich, die nach einem negativen Entscheid untertauchen.[7][8]